# Lincoln Electric
Lincoln Electric — американская транснациональная компания, выпускающая продукты для дуговой сварки, роботизированной сварки, плазменной и газовой резки.
Компания входит в список Fortune 1000. Головной офис в городе Юклид, США координирует сеть дистрибьюторов и офисов продаж более чем в 160 странах мира. Компания имеет 42 производственных предприятия в Северной Америке, Европе, Азии, Латинской Америке и на Ближнем Востоке, в том числе технологические и совместные предприятия в 19 странах.
В 2013 году компания отчиталась об объёме продаж более $2,8 млрд, причём около 50 % из них приходится на Северную Америку. Штат Lincoln по всему миру составляет около 10 000 сотрудников.
Компания была основана в 1895 году Джоном Ч. Линкольном для продажи электродвигателей собственной конструкции. На тот момент капитал компании составлял $200.

## История

### 1895
- Джон Ч. Линкольн основывает компанию Lincoln Electric с основным капиталом $200 с целью выпуска электродвигателей собственной конструкции.

### 1900—1916
- В 1907 году в компанию устраивается продавцом младший брат Джона, Джеймс Ф. Линкольн. Ассортимент продукции расширяется и включает зарядные устройства для электрических автомобилей. В 1909 году братья впервые в истории компании изготавливают сварочный аппарат. В 1911 Lincoln Electric выпускает первый в мире портативный сварочный аппарат с изменяемым напряжением для одного оператора[5].
- В 1914 году Джон принимает решение сосредоточиться на исследовательской деятельности и передаёт руководство компанией Джеймсу.
- В 1916 году зарегистрировано канадское подразделение Lincoln Electric для продажи произведённых в США товаров. Годом позже основана Школа сварки Lincoln Electric. С момента её создания в 1917 году в школе прошло обучение более 100 000 человек.

### 1920—1939
- В 1922 году производство сварочных аппаратов Lincoln Electric впервые превышает производство электродвигателей и становится основным направлением компании.
- В 1923 году сотрудники компании одними из первых в стране получают право на оплачиваемый отпуск. В 1925 году Lincoln Electric, также одной из первых в США, запускает программу предоставления акций служащим компании. В 1929 году начинает действовать программа стимулирования сотрудников. В 1934 работники Lincoln Electric получают первую поощрительную премию.
- В 1933 году опубликовано руководство по дуговой сварке (англ. Procedure Handbook of Arc Welding), которое на сегодняшний день имеет уже 14 изданий. Общий тираж книги превысил 500 тыс. экземпляров[6].
- Потратив 12 лет на усовершенствование процесса сварки под флюсом, Джон Линкольн патентует сварочный флюс, который впервые позволяет создавать наплавление с такой же высокой гибкостью, как и у стали.

### 1940—1949
- Связанная со Второй мировой войной необходимость в сварке судовых корпусов порождает огромный спрос на продукты дуговой сварки и коренным образом расширяет сферу деятельности Lincoln Electric. После того, как большая часть заводских рабочих компании была призвана на военную службу, Lincoln Electric впервые нанимает на работу большое число женщин и представителей этнических меньшинств. Производство электродвигателей полностью приостанавливается, чтобы сосредоточить все ресурсы компании на удовлетворении военной потребности в продуктах сварки.

### 1950—1969
- В 1951 году Lincoln Electric завершает строительство современного завода в городе Юклид, штат Огайо. В 1953 году основывается компания Lincoln Electric France SA и начинается строительство нового завода в Руане неподалёку от Парижа. Технологические успехи пятидесятых позволяют создать высокоэффективные электроды Jetweld® и самозащитные порошковые проволоки Innershield®.
- Джеймс Линкольн продолжает развивать поощрительную программу: он вводит множители стоимости жизни и оценки деловых качеств сотрудников, а также обеспечивает гарантированную постоянную занятость персонала. В 1959 уходит из жизни Джон Линкольн.
- В 1960-х в продуктовую линейку компании возвращаются двигатели — выходит новая модель Lincoln с изготавливаемым методом выдавливания алюминиевым корпусом и автоматическим нанесением обмотки статора.
- В 1965 году уходит из жизни Джеймс Линкольн.

### 1970—1989
- В 1977 году в г. Ментор, шт. Огайо, начинается строительство нового завода для производства сварочных проволок компании.
- Начало 1980-х оказывается достаточно сложным периодом. Из-за совместного влияния инфляции, значительно выросшей стоимости электроэнергии и общенациональной рецессии объём продаж Lincoln Electric падает на 40 процентов.
- Президентом компании становится Дональд Ф. Гастингс, который прилагает большие усилия к выходу компании на зарубежные рынки. Со временем Lincoln Electric приобретает контрольные пакеты акций производственных предприятий в 16 странах мира.

### 1990—1995
- В 1991 открывается новая штаб-квартира компании с расширенными и модернизированными учебными и технологическими сварочными центрами. Проводится объединение и реорганизация всех зарубежных операций компании.
- 8 июня 1995 года — в столетний юбилей компании — в день памяти Джона Линкольна открывается новое современное предприятие по производству электродвигателей. В год своего столетнего юбилея Lincoln Electric достигает объёма продаж в один миллиард долларов.[7]

### 1998—2000
- Lincoln Electric открывает завод сварочных материалов в Шанхае и приобретает компанию Uhrhan & Schwill в Эссене, Германия — разработчика и производителя сварочных систем для трубопрокатных заводов. Помимо этого, Lincoln Electric наращивает возможности по производству алюминиевых проволок благодаря приобретению канадской компании Indalco — всемирного лидера в области изготовления алюминиевой сварочной проволоки и электродов. Также Lincoln Electric приобретает 50-процентную долю AS Kaynak[8] — ведущего турецкого производителя сварочных материалов — и открывает дистрибьюторский центр в Йоханнесбурге, Южная Африка.
- В 1998 значительно расширяется ассортимент компании: на ежегодной выставке Американского общества сварки представлено 23 новых продукта и услуги, в том числе ArcLink™ — первый в отрасли протокол цифровой коммуникации для сварочных устройств.
- В 1999 году компания продаёт собственное производство электродвигателей подразделению Marathon компании Regal-Beloit.
- Lincoln Electric приобретает C.I.F.E. Spa, итальянского производителя сварочных материалов и ведущего европейского производителя проволок для сварки в защитном газе. Начинается производство на новом производственном предприятии Lincoln в Бразилии.

### 2001—2005
- Приобретение Messer Soldaduras de Venezuela, крупнейшего венесуэльского производителя сварочных материалов, позволяет компании расширить деятельность в Южной Америке. Завершается строительство Технологического центра Дэвида Линкольна, призванного обеспечить превосходство компании в области разработки сварочных продуктов.
- Приобретение расположенного в Польше производителя сварочного оборудования Bester S.A. увеличивает влияние Lincoln в Восточной Европе. Компания образовывает подразделение Lincoln Electric Welding, Cutting, Tools and Accessories, Inc. для поддержки розничного сбыта.
- Lincoln Electric дополняет свою линейку розничных продуктов приобретением марок сварочных продуктов и зарядных устройств Century и Marquette, известных на рынке авторемонта и розничных продаж.
- Завершается приобретение контрольных пакетов акций трёх китайских предприятий по производству сварочных материалов, что позволяет Lincoln Electric стать одним из лидером этого быстрорастущего рынка.
- Lincoln Electric приобретает J.W. Harris Co.[9], мирового лидера в области пайки и сплавов для припоев, чтобы расширить своё предложение продукции. Lincoln первой в отрасли получает экологический сертификат ISO 14001[10].

### 2006—2010
- Приобретение Metrode Products Limited, британского производителя сварочных электродов и порошковых проволок на основе никеля.
- Lincoln Electric получает президентскую награду «E-Star» за успехи в программе экспорта[11][12].
- Lincoln Electric начинает крупнейшую за свою историю программу по снижению экологического воздействия своих предприятий, в ходе которой было построено или модернизировано 10 объектов по всему миру.
- Приобретение Vernon Tool Company, производителя программируемого оборудования для резки труб, расширяет возможности Lincoln в области решений автоматизации и дальнейшие поглощения в Китае и Польше.
- 29 июля 2008 года штаб-квартиру Lincoln Electric в Юклиде, шт. Огайо, посещает президент Джордж Буш[13].
- Приобретение бразильской компании Brastak[14] и Electro-Arco в Португалии.
- Lincoln Electric за период в девять месяцев выпускает 108 новых продуктов, включая виртуальный тренажёр для учебных занятий по сварке VRTEX™ 360.
- Чтобы удовлетворить растущий спрос в тихоокеанском регионе Азии, компания открывает в индийском городе Ченнаи новое предприятие площадью более 9000 кв. м. по производству сварочных материалов[15].
- Приобретение предприятия Jinzhou Jin Tai Welding and Metal Co.[16] в Китае.

### 2011—2014
- В 2011 Lincoln приобретает сразу пять новых предприятий: Torchmate (производство программируемых систем и столов для плазменной и кислородно-газовой резки), Techalloy (материалы для сварки никелевых сплавов и нержавеющей стали)[17], Arc Products (системы орбитальной аргонодуговой сварки и элементы автоматизации сварки)[18] и Северстальметиз: сварочные материалы и Межгосметиз-Мценск (российские производители сварочных материалов)[19]. Северсталь и МГМ позволяют Lincoln занять большую долю российского рынка.
- Приобретение предприятий Burny®, Kaliburn® и Cleveland Motion Controls (CMC) с последующим слиянием в Burny Kaliburn (системы плазменной резки с обычной и повышенной плотностью тока, в частности, решения для фигурной плазменной, кислородно-газовой и гидроструйной резки, а также средства распыления и оборудование для вырезания изделий неправильной формы и гравировки)[20].
- 20 августа 2013 года исполнительным директором, председателем совета директоров и президентом компании становится Кристофер Мейпс[21]
- В 2013 году происходит приобретение Tennessee Rand — производителя сварочных инструментов и роботизированных систем[22] и Robolution[23] — производителя роботизированных систем дуговой сварки.

## Фонд Джеймса Линкольна и Школа сварки Lincoln
Фонд Джеймса Линкольна — это некоммерческая учебная организация, которая была создана в 1936 году для популяризации дуговой сварки как самого эффективного метода соединения металлов и достойного карьерного пути.
Это единственная организация в Соединённых Штатах, посвящённая исключительно обучению желающих навыкам сварки. Основная деятельность фонда — публикация учебных материалов и присуждение денежных премий авторам разнообразных технических достижений.
Школа сварки Lincoln Electric была основана в 1917 году, с тех пор в ней прошло обучение более 100 000 человек. Программа занятий включает различные методы дуговой сварки и технику безопасности. Школа занесена в регистр профессиональных школ и училищ штата Огайо.

## Продукция

### Сварочное оборудование производства Lincoln Electric[26]
- Аппараты для ручной дуговой сварки
- Аппараты для аргонодуговой сварки
- Аппараты для MIG/MAG сварки
- Универсальные сварочные аппараты
- Аппараты для нескольких операторов
- Автономные сварочные агрегаты
- Механизмы подачи сварочной проволоки
- Аппараты для сварки под флюсом
- Системы плазменной резки
- Сварочные горелки и токоподводы
- Сварочные принадлежности
- Средства автоматизации
- Системы вытяжки сварочного дыма
- Сварочные аксессуары
- Учебное оборудование

### Сварочные материалы производства Lincoln Electric[27]
- Электроды для ручной дуговой сварки
- Проволока для MIG/MAG сварки
- Прутки для аргонодуговой сварки
- Металлопорошковая газозащитная проволока
- Порошковая самозащитная и газозащитная проволока
- Материалы для сварки под флюсом
- Материалы для наплавки
- Материалы для сварки алюминия, углеродистой и высоколегированной стали

## Потребители[28]
Lincoln Electric сотрудничает со многими отраслями промышленности, в число которых входят:
- Автомобилестроение
- Обслуживание и ремонт
- Общее производство
- Оффшорные сооружения
- Производство металлоконструкций
- Производство резервуаров высокого давления
- Судостроение
- Трубные заводы
- Трубопроводы
- Тяжёлое машиностроение
- Энергетическая промышленность
- Ядерная промышленность

## Интересные факты
- Lincoln Electric является официальным спонсором и поставщиком сварочного оборудования и материалов для гоночных серий NASCAR и IndyCar.
- Сварочное оборудование Lincoln можно увидеть в известных фильмах: трилогии Железный человек[29][30], Один дома и Зелёный шершень[31]. Также оборудование компании использовалось для изготовления автомобилей для фильмов Драйв[32] и Жажда скорости[33].
- Сварочное оборудование и материалы Lincoln Electric использовались при возведении второго самого высокого здания в США — Уиллис-Тауэр[34].